# Titan(III)-oxid
Titan(III)-oxid ist eine anorganische chemische Verbindung des Titans aus der Gruppe der Oxide.

## Vorkommen
Das Mineral Tistarit ist eine sehr seltene und bisher einzige bekannte natürliche Bildung von Titan(III)-oxid.

## Gewinnung und Darstellung
Titan(III)-oxid kann durch Reaktion von Titan mit Titan(IV)-oxid bei 1600 °C gewonnen werden.
{\displaystyle \mathrm {Ti+3\ TiO_{2}\longrightarrow 2\ Ti_{2}O_{3}} }
Es kann auch durch Reaktion von Kohlenmonoxid mit Titan(IV)-oxid bei 800 °C hergestellt werden.

## Eigenschaften
Titan(III)-oxid ist ein dunkelviolettes bis schwarzes Pulver, das unlöslich in Wasser ist. Es löst sich in Schwefelsäure unter Violettfärbung der Säure. Bei Erwärmung mit Flusssäure und Königswasser erfolgt eine Zersetzung. Seine Kristallstruktur ist trigonal, isotyp zu der von Korund mit Raumgruppe R3c (Raumgruppen-Nr. 167) (a = 514,8 pm, c = 1363,6 pm). Die Verbindung existiert im Bereich von TiO1,49 bis TiO1,51. Unterhalb von 200 °C ist es ein Halbleiter, darüber metallisch leitend.

## Verwendung
Titan(III)-oxid wird als Ausgangsmaterial für Interferenzschichten, Dünnschichtwiderstände und Kondensatoren verwendet.